# Pseudocercospora griseola
Pseudocercospora vitis is een bladvlekkenziekte die behoort tot de familie Mycosphaerellaceae. Het veroorzaakt hoekige vlekken op bonen. Het komt voor op pronkboon (Phaseolus coccineus) en gewone boon (Phaseolus vulgaris).

## Kenmerken
De conidia groeien solitair en zijn bleek olijfkleurig. De grootte is 5-8 × 35-65 µm, 1 tot 5 septen.

## Verspreiding
Het komt voor in Amerika (Puerto Rico, Honduras, Guatemala, Brazilië), Europa (België, Duitsland, Spanje, Oostenrijk, Roemenië, Portugal, Italië), Afrika (Zuid-Afrika, Tanzania, Zambia, Uganda, Kenia) en Azië (China, Maleisië, Japan, India) . 